# Bryceella stylata
Bryceella stylata är en hjuldjursart som först beskrevs av Colin Milne 1886.  Bryceella stylata ingår i släktet Bryceella och familjen Proalidae. Arten är reproducerande i Sverige. Inga underarter finns listade i Catalogue of Life.